# Arena Lublin
El Arena Lublin es un estadio de fútbol ubicado en Lublin, Polonia. Es el estadio donde el Motor Lublin juega sus partidos como local, y desde verano de 2016 es el campo de juego del Górnik Łęczna, abandonando así el estadio de Łęczna para asentarse en la capital del voivodato. 